# Лобановка (Дергачёвский район)
Лобановка (укр. Лобанівка), село, 
Токаревский сельский совет,
Дергачёвский район,
Харьковская область.
Код КОАТУУ — 6322082508. Население по переписи 2001 года составляет 191 (84/107 м/ж) человек.

## Географическое положение
Село Лобановка находится на левом берегу реки Татарка, в 1-м км от места впадения её в реку Лопань (правый приток), выше по течению на расстоянии в 1 км — село Токаревка Вторая, в 3-х км - село Токаревка, ниже по течению примыкает к селу Цуповка, на противоположном берегу село Дубовка.
На расстоянии в 1 км железнодорожная станция Платформа 747 км.

## История
- 1850 - дата основания.
- В 1940 году, перед ВОВ, в Лобановке было 34 двора.[1]

## Объекты социальной сферы
- Село газифицировано.